# Bách xanh
Bách xanh hay pơ mu giả, tô hạp bách (danh pháp khoa học: Calocedrus macrolepis) là loài thực vật bản địa của vùng tây nam Trung Quốc (từ phía tây tỉnh Quảng Đông đến tỉnh Vân Nam), bắc Việt Nam, bắc Lào, cực bắc Thái Lan và đông bắc Myanma.
Bách xanh là cây thân gỗ trung bình, cao 25–35 m, thân cây có đường kính đến 2 m. 
Bách xanh có quan hệ gần với Calocedrus formosana, loài C. formosana thường được coi là một thứ của C. macrolepis. Sự khác biệt lớn nhất là C. formosana có cuống hoa ngắn hơn, chỉ dài 5 mm.
Cây bách xanh hiện vẫn khá phổ biến trong tự nhiên, mặc dù nó đang bị đe dọa bởi việc khai thác quá mức để lấy gỗ.

## Hình ảnh

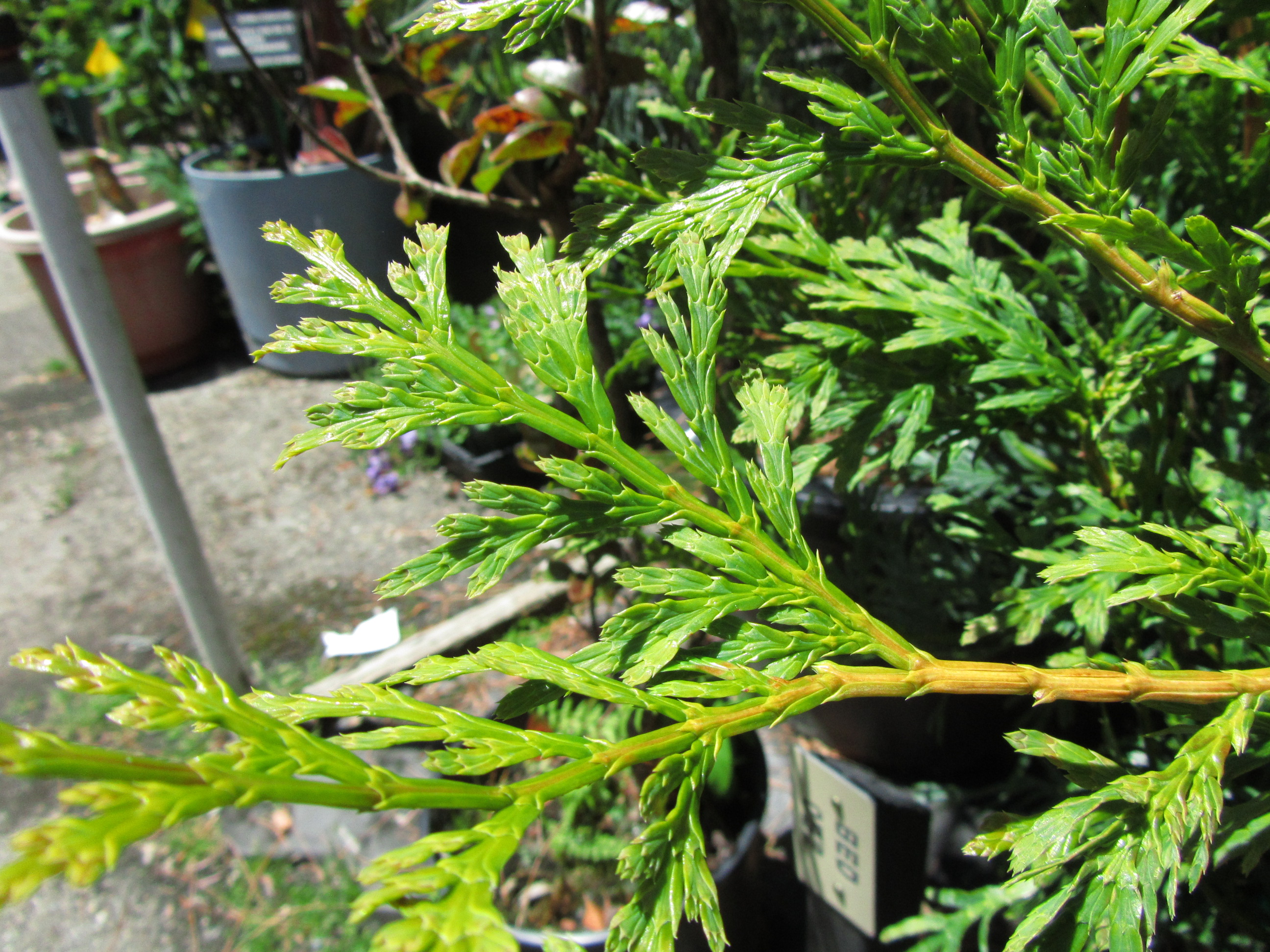